# 湖中真哉
湖中 真哉（こなか しんや、1965年7月 - ）は、日本の人類学者。専門は、生態人類学・アフリカ地域研究。学位は、博士（地域研究）（京都大学・2006年）。静岡県立大学国際関係学部教授。

## 来歴
1965年7月大阪府生まれ。筑波大学第一学群人文学類在籍時にアフリカの音楽や美術に興味を持った。1989年4月に筑波大学大学院歴史・人類学研究科文化人類専攻に進学。1994年9月に単位取得退学。2006年3月に京都大学大学院アジア・アフリカ地域研究研究科にて博士号（地域研究・論文博士）取得。論文タイトルは「牧畜社会における生業経済と市場経済の併存的複合化に関する研究: ケニア中北部のサンブル社会を事例として」。1994年10月から静岡県立大学国際関係学部の助手として勤務。2006年4月、助教授（准教授）に昇任。2013年4月、教授に昇任。2019年12月から静岡県立大学学長補佐を務めている。

## 研究
主な研究フィールドは東アフリカの牧畜民。博士論文が『牧畜二重経済の人類学――ケニア・サンブルの民族誌的研究』として出版。同書は「ケニアのサンブルにおける生業経済と市場経済の並存の諸相を民族私的なアプローチによって分析し」、「サンブルの牧畜農村で従来の生業経済が市場化に如何に対応してきたか綿密な実態調査を通じて明らかにし、両者の並存的複層化を牧畜二重経済原理として一般化しようとしている試み」が評価され、国際開発研究大来賞を受賞。マーサイなどのマー系文化を紹介するウェブサイトを開いている。

## 略歴
- 1965年 - 誕生。
- 1989年 - 筑波大学第1学群人文学類卒業。
- 1994年 - 筑波大学大学院歴史・人類学研究科博士課程単位取得退学。
- 1994年 - 静岡県立大学国際関係学部助手。
- 2005年 - 放送大学教養学部講師。
- 2006年 - 静岡県立大学国際関係学部助教授。
- 2007年 - 東京外国語大学アジア・アフリカ言語文化研究所共同研究員。
- 2007年 - 国立民族学博物館共同研究員。
- 2008年 - 大阪大学グローバルコラボレーションセンター共同研究員。
- 2010年 - 放送大学教養学部講師。
- 2010年 - 東京外国語大学フィールドサイエンス研究企画センターフィールドサイエンス・コロキアム運営委員会委員。
- 2010年 - 日本学術振興会科学研究費委員会専門委員。
- 2012年 - 静岡県立大学附属グローバル・スタディーズ研究センター副センター長。
- 2013年 - 静岡県立大学大学院国際関係学研究科教授。
- 2015年 - 静岡県立大学大学院国際関係学研究科国際関係学専攻専攻長。
- 2019年 - 静岡県立大学学長補佐。

## 賞歴
- 2007年 - 国際開発研究大来賞。
- 2015年 - 日本学術振興会科学研究費審査委員表彰。

## 著作

### 単著
- 湖中真哉著『牧畜二重経済の人類学――ケニア・サンブルの民族誌的研究』世界思想社、2006年。ISBN 4790712184

### 寄稿
- 田中二郎ほか編著『自然社会の人類学・続』アカデミア出版会、1996年。
- 静岡県立大学国際関係学部国際政治経済コース編『世紀転換期の世界と日本』静岡県立大学国際関係学部、1997年。
- 静岡県立大学国際関係学部国際行動学コース編『グローバルとローカル』静岡県立大学国際関係学部、2002年。
- 佐藤俊編著『遊牧民の世界』京都大学学術出版会、2002年。ISBN 4876983283
- 田中二郎ほか編『遊動民――アフリカの原野に生きる』昭和堂、2004年。ISBN 4812203503
- 飯田卓・原知章編『電子メディアを飼いならす――異文化を橋渡すフィールド研究の視座』せりか書房、2005年。ISBN 4796702660